# Trošmarija
Trošmarija je naselje u Republici Hrvatskoj, u sastavu Grada Ogulina, Karlovačka županija.
Osim centralnog naselja Trošmarija reorganizacijom 1994. godine dodani su joj zaseoci Munjasi, Lugani, Mirići, Bartolovići, Lipošćaki i Meštrovići.
Naseljena je od davnih vremena, o tome svjedoči japodska nekropola i još nekoliko arheoloških nalaza iz željeznog doba.
Crkva Gospe od Utjehe ili Bl. Dj. Marije od Utjehe (njemački Maria Trost) sagrađena je 1755. godine. Starije ime je bilo Otok kao obližnji Otok na Dobri danas u općini Bosiljevo, ovo može biti uzrok je da se kolokvijalno Trošmarijom naziva cijela župa sve do Grabrka i Duge Gore.
Rijeka Donja ili Gojačka Dobra i njen kratki pritok Ribnjak usjekli su ovdje dubok kanjon koji je danas potopljen novom akumulacijom za HE Lešće. Potopljeni su i mostovi koji su bili u kanjonu a izgrađeni novi, dva na županijskoj cesti Ogulin - Bosiljevo i treći za autocestu.
Dana 18. prosinca 1941. donesena je Naredba o promjeni imena sela Trošmarija u Otok na Dobri.

## Stanovništvo
Po popisu stanovništva iz 2001. godine, naselje je imalo 130 stanovnika te 49 obiteljskih kućanstava.
| broj stanovnika | 319   |       |       | 588   | 539   | 314   | 302   | 505   | 512   | 492   | 407   | 299   | 262   | 165   | 130   | 127   | 91    |
|                 | 1857. | 1869. | 1880. | 1890. | 1900. | 1910. | 1921. | 1931. | 1948. | 1953. | 1961. | 1971. | 1981. | 1991. | 2001. | 2011. | 2021. |

### Članci
- Samardžija, Marko. 2003. Promjene imena hrvatskih naseljenih mjesta od mjeseca travnja do kraja godine 1941. Folia onomastica Croatica. Filozofski fakultet Sveučilišta u Zagrebu. Zagreb.  (12/13): 425–432